# Яндекс.Словники
Яндекс. Словники (рос. Яндекс.Словари) — сервіс для пошуку інформації на сайтах довідкового та енциклопедичного змісту, а також у базі оцифрованих Яндексом словників і довідників.
Сервіс відкрито у квітні 2005 року. Попередниками сервісу стали проєкти Яндекс.Енциклопедії та Яндекс.Лінгво.
24 червня 2010 року компанія «Яндекс» відкрила партнерську програму для сайтів енциклопедичної спрямованості. Сайти-партнери сервісу додаються у спеціалізований пошуковий індекс. Результати пошуку в Яндекс.Словниках ведуть на статті оцифрованих раніше видань і на сайти партнерів.
До цього зміст сервісу становили словники та довідники, оцифровані Яндексом. Програма оцифрування почалася в 2006 та закінчилася в 2010 році.
Є перевірка орфографії для української, російської та англійської мов.
1 квітня 2016 року припинив роботу, основні його функції перенесені у Яндекс.Перекладач.